# Don’t Mess Up This Good Thing
A Don’t Mess Up This Good Thing Janet Jackson amerikai énekesnő ötödik, utolsó kislemeze bemutatkozó, Janet Jackson című albumáról. 1983 júliusában jelent meg, csak az Egyesült Királyságban.

## Változatok
- Don’t Mess Up This Good Thing (LP Version)
- Don’t Mess Up This Good Thing (CD Edit)
- Don’t Mess Up This Good Thing (7" Single Version)

## Számlista[1]
7" kislemez (Egyesült Királyság)
1. Don’t Mess Up This Good Thing
2. Young Love

12" maxi kislemez (Egyesült Királyság)
1. Don’t Mess Up This Good Thing
2. Young Love
3. Forever Yours